# Jan Lorenc (politik)

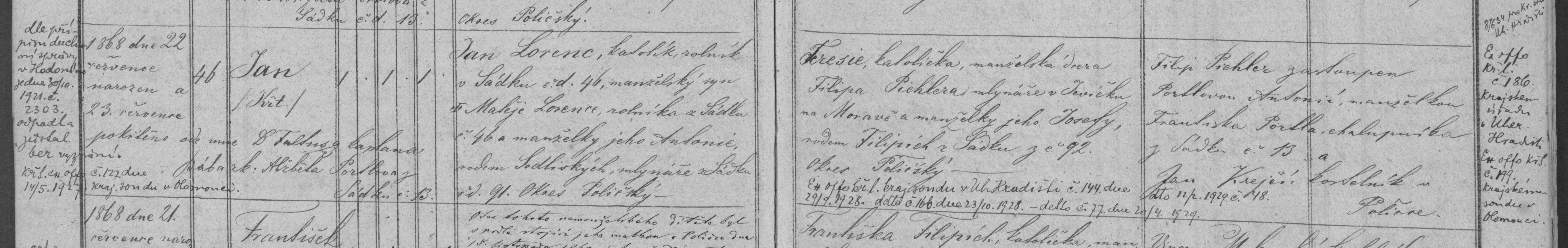
Matriční zápis o narození a křtu Jana Lorence (matrika N 1837–1871 Sádek (SOA Zámrsk))

Jan Lorenc (22. července 1868 Sádek – ???) byl český a československý politik a meziválečný senátor Národního shromáždění za Československou sociálně demokratickou stranu dělnickou.

## Biografie
Od prosince 1917 byl vydavatelem listu Slovácko, který byl krajinským orgánem Českoslovanské sociálně demokratické strany dělnické. V říjnu 1918 se podílel na přebírání moci po vzniku Československa v Hodoníně. Je tehdy uváděn jako redaktor Jan Lorenc. Byl členem hodonínského národního výboru. Profesí byl správcem konzumu v Hodoníně. V letech 1921–1938 vydával v Hodoníně list Dělnické noviny.
V parlamentních volbách v roce 1920 získal za Československou sociálně demokratickou stranu dělnickou senátorské křeslo v Národním shromáždění. V senátu setrval do roku 1925.